# Rogério Coelho
Rogério Coelho é um autor e ilustrador brasileiro. Ele trabalha principalmente com ilustrações de livros infantis e histórias em quadrinhos. Ganhou o Troféu HQ Mix de melhor desenhista pelo trabalho em Louco: Fuga (álbum integrante da coleção Graphic MSP) e o Prêmio Jabuti de melhor ilustração de livro infantil ou juvenil pela obra O Barco dos Sonhos.